# Карун (родовище)
Група родовищ Карун — нафтові родовища на заході Єгипту, які відносяться до осадкового басейну Гінді.
Родовища виявили внаслідок проведення розвідки на ліцензійному блоці Карун, розташованому неподалік від південно-західних околиць каїрської агломерації. Інвесторами тут первісно виступив ряд американських компаній — Phoenix Resource (50 %, оператор), Apache (25 %) та Seagull Energy (25 %). Невдовзі після початку успішного розвідувального буріння Apache у 1996-му об'єдналась із Phoenix Resource та стала оператором з часткою у 75 %. Seagull Energy в 1999-му була придбана Ocean Energy, а в 2003-му останню придбав концерн Devon Energy. В 2007-му частку Devon Energy викупила британська Dana Petroleum, яка в 2021-му продала її Apache, що стала єдиним учасником концесії. За усталеним у Єгипті порядком, розробка відкритих за участі іноземних інвесторів родовищ провадиться через спеціальні компанії-оператори. Для блоку Карун такою компанією виступає Qarun Petroleum Company, створена у 1995 році.
У 1994 році за допомогою розвідувальної свердловини El-Sagha 1A відкрили родовище Карун. Тут виявили нафту в пісковиках формацій Харіта (альбський ярус) та Бахарія (сеноманський ярус), які формувались на межі ранньої та пізньої крейди. Невдовзі свердловина El-Sagha 3X підтвердила продуктивність тих саме формацій, при цьому ефективна товщина нафтонасиченої колони становила 87 метрів (загальна товщина — понад 150 метрів). Глибина залягання продуктивних покладів родовища становила від 2650 до 2865 метрів. Важливою особливістю геології було те, що нафтоматеринські породи, які відносяться до юрської формації Хататба, лежать у сусідньому осадковому басейні Катанія. Завдяки інверсії (підняттю) порід останнього утворився шлях міграції вуглеводнів на південний схід із підсумковим потраплянням у пастку вже в басейні Гінді. Подальша розвідка дозволила відкрити родовища Карун-Північ, Південно-Східний Карун, Сакер та Харун-Північ.
Видобуток на блоці Карун почався вже у 1995 році з використанням тимчасових потужностей по підготовці, при цьому його рівень становив 3,5 тисячі барелів на добу. В 1997 році став до ладу головний нафтопровід довжиною 45 км та діаметром 400 мм, який прямував до району Дашур та забезпечив зв'язок із потужною системою SUMED (Суец — Середземне море). Того ж року стали до ладу постійні виробничі потужності, а видобуток вдалось довести до 38 тисяч барелів на добу. Втім, станом на 2006 рік цей показник вже зменшився до 9,5 тисяч барелів. Відомо, що до 2012 року вилучили 67 млн барелів нафти.
За наявності надлишків асоційованого газу вони могли подаватись до газопроводу Абу-Ель-Гарадік – Дашур, траса якого проходить поруч з блоком Карун.
Наразі рівень вилучення запасів з Каруну становить близько 90 %. Втім, створена тут потужна виробнича база продовжує відігравати важливу роль, оскільки використовується для обслуговування видобутку на інших блоках у сусідньому басейні Абу-Ель-Гарадік. Так, ще в кінці 2000-х сюди вивели нафтопровід від родовищ групи Карама, розробкою яких займається та ж компанія-оператор Qarun Petroleum Company. А у 2017-му завершили трубопровід від родовищ компанії-оператора Petroshahd (до того їх нафту вивозили сюди ж за допомогою автоцистерн).